# Фокино (Калузька область)
Фокино (рос. Фокино) — присілок в Ізносковському районі Калузької області Російської Федерації.
Населення становить 28 осіб. Входить до складу муніципального утворення Село Шанський Завод.

## Історія
Від 2004 року входить до складу муніципального утворення Село Шанський Завод

## Населення
| 2002 | 2010 |
| ---- | ---- |
| 43   | ↘28  |